# Kayleigh Chetcuti
Kayleigh Chetcuti (* 2. September 2000 in Malta) ist eine maltesische Fußballspielerin.

## Karriere

### Verein
Von 2017 bis 2019 spielte Chetcuti für den Verein Hibernians Paola.

### Nationalmannschaft
Chetcuti wurde am 2. September 2000 in Malta geboren. Von 2016 war sie für Malta U17 aktiv. Danach wechselte sie 2018 zur Malta U19.
Seit 2019 spielt sie für die Maltesische Fußballnationalmannschaft der Frauen als Mittelfeldspieler. Bekannt wurde sie durch die UEFA-Qualifikation-Frauen 2021. Bisher absolvierte sie 3 Länderspiele.